# Monticelli d'Ongina
Pour les articles homonymes, voir Monticelli.
Monticelli d'Ongina est une commune italienne de la province de Plaisance, dans la région Émilie-Romagne.

## Administration
| Période                                  | Période | Identité | Étiquette | Qualité |
| ---------------------------------------- | ------- | -------- | --------- | ------- |
|                                          |         |          |           |         |
| Les données manquantes sont à compléter. |         |          |           |         |

### Hameaux
San Nazzaro, Borgonovo, San Pietro in Corte, Olza, Fogarole.

### Communes limitrophes
Caorso, Castelnuovo Bocca d'Adda, Castelvetro Piacentino, Crémone, Crotta d'Adda, San Pietro in Cerro, Spinadesco, Villanova sull'Arda.